# Yasutaka Satō
Yasutaka Satō (jap. 佐藤 安孝, ur. 3 lutego 1940) – japoński siatkarz, medalistka igrzysk olimpijskich.

## Życiorys
Satō wystąpił na igrzyskach olimpijskich 1964 organizowanych w Tokio. Zagrał we wszystkich dziewięciu meczach, a jego zespół z siedmioma zwycięstwami i dwiema porażkami zajął trzecie miejsce w turnieju.
Brał udział w mistrzostwach świata 1962 i 1966 oraz pucharze świata 1965.
Po zakończeniu kariery sportowej został fotografem.